# Natalie Uy
Natalie Uy, née le 6 septembre 1994, est une athlète américano-philippine spécialiste du saut à la perche concourant pour les Philippines.

## Biographie
Bien que née à Kettering dans l'Ohio, son père est originaire de Cebu aux Philippines. Enfant, elle fait du basket avant de se mettre à l'athlétisme à l'âge de 13 ans puis au saut à la perche à 17 ans.
Elle fait des études en communication à l'université de l'Est du Michigan, université qu'elle a intégrée grâce à une bourse sportive. Lors de ses études, elle reçoit le MAC Scholar Athlete of the Week après avoir réussi à passer la barre des 4,00 m lors des EMU Holiday Meet le 5 décembre 2014.
En 2018, elle est contactée par l'équipe nationale philippines et décide de concourir pour eux. En sautant 4,12 m lors des Championnats des Philippines le 6 mars 2019, elle bat le record du pays détenu par Deborah Samsen depuis onze ans.
Le 24 avril 2019, elle remporte la médaille de bronze du saut à la perche lors des Championnats d'Asie à Doha (Qatar) avec un saut à 4,20 m, nouveau record des Philippines, derrière les Chinoises Li Ling (4,61 m) et Xu Huiqin (4,36 m).
Aux Jeux d'Asie du Sud-Est de 2019, elle remporte la médaille d'or au saut à la perche avec un saut à 4,25 m, nouveau record des Philippines et des Jeux, battant la championne en titre, la Thaïlandaise Chayanisa Chomchuendee. Elle tente ensuite de battre son propre record personnel avec une barre à 4,35 m mais échoue par trois fois à passer la barre.
Lors du Whelan/Nault Vault Center à Selbyville (Indiana) en février 2020, elle bat le record des Philippines en salle avec un saut à 4,26 m.

## Palmarès
| Année | Compétition            | Lieu  | Place | Marque |
| ----- | ---------------------- | ----- | ----- | ------ |
| 2019  | Championnats d'Asie    | Doha  | 3e    | 4,20 m |
| 2019  | Jeux d'Asie du Sud-Est | Capas | 1re   | 4,25 m |